# Barrage Chicoasén
Le barrage Chicoasén est un barrage sur le río Grijalva, situé dans l'État du Chiapas au Mexique. Essentiellement destiné à la production électrique, il est associé à une centrale hydroélectrique disposant de 5 turbines de 300 MW et 3 turbines de 310 MW, pour une puissance installée totalisant 2 430 MW, la plus importante du Mexique. Sa production électrique est estimée à 4 851 GWh/an.
Construit entre 1974 et 1980, il atteint une hauteur de 261 m, ce qui en fait également le barrage le plus haut du pays. Sa mise en eau a donné naissance à un lac de retenue d'un volume de 1 376 millions de m3
Il est la propriété de la Comisión Federal de Electricidad.